# Джованні Соранцо
Джованні Соранцо (італ. Giovanni Soranzo) — 51-й венеційський дож у 1312—1328 роках.

## Біографія
Належав до знатного роду. Син Антоніо Соранцо. Народився близько 1245 року в парафії Сант-Анджело. 
У 1264 році вперше обирається до Великої ради. Надалі туди обирався у 1266–1268, 1270, 1275, 1281, 1295 роках. 
1290 року стає радником за часів дожа П'єтро Граденіго. 1294 року призначається подестою Кіоджі. Навесні 1296 року, під час війни проти Генуї, на чолі флоту захопив ворожу галеру в Босфорі. Звільнивши доступ до Чорного моря, ескадра приєдналася до інших венеціанських галер та атакувала генуезьку колонію Каффа в Криму, пограбувавши та знищивши кілька ворожих суден. З настанням осені Сорандцо відвів флот до Негропонте, довіривши його Андреа Дандоло, та повернувся до Венеції, де його зустріли з усіма почестями. 1299 року призначається подестою Поли. 
У 1300 році був учасником посольство під головуванням Андреа Санудо до короля Фредеріка II. 1301 року призначають ректором (намісником) Зари. У 1304 році очолив посольство до мамлюцького султана Мухаммада I ан-Насір. У 1305—1307 роках вдруге був ректором Зари. 
У 1307 році його відправили до Аццо VIII д'Есте, правителя Феррари, з пропозицією допомоги проти Папської держави. Після смерті Аццо VIII 1308 року венеційці окупували місто, поставивши номінально правителем Фреско, позашлюбного сина Аццо. При цьму Джованні Соранцо у листопаді було призначено подестою цього міста. Втім 27 березня 1309 року під тиском папських військ вимушено був залишити Феррару. За цим очолив флот на річці По, але не зумів досягти істотних успіхів. Того ж року призначено прокуратором Святого Марка.
У 1310 році його зятя Нікколо Кверіні разом з донькою було довічно вигнано з Венеції за участь у змові Тьєполо. При цьому Соранцо вмовив одного з очільників змови, Баджамонте Тьєполо, здатися. 
13 липня 1312 року обирається новим дожем. Перш за все відправив Франческо Дандоло і Карло Кверіні до папи римського Климента V для проведення мирних перемовин, які 26 січня 1313 року призвели до зняття інтердикту та відлучення від церкви, а 17 лютого – до остаточного миру (через буллу Decet sedis), проте несприятливого для Венеції. У вересні 1313 року зрештою після виснажливої облоги зумів підкорити Зару.
Надалі дож обрав політику дотримання миру з усіма країнами. З огляду на це він відхилив пропозицію організувати новий хрестовий похід. 1317 року було укладено договір з Кангранде I делла Скала, сеньйором Верони, що визначав нейтралітет Венеції. 
Для відновлення морської торгівлі було укладено відповідні угоди з Візантійською та Трапезундською імперіями, королівства Кіпру, Кілікії, Сицилії, Хафсдіським султанатом. Наземній торгівлі також сприяли угоди з сеньйоріями Болоньї, Брешії, Комо та Мілану.
1319 року вступив у союз з хорватськими родами Неліпачів, Степаничів, Куряковичів, Михайловичів, разом з якими венеційці зайняли Шибеник, Трогір й Нін, що перебували під владою хорватського бана Младена II Шубича. Протягом 1320-х років зумів закріпитися в цих містах. Разом з тим уклав союз з сицилійським королем Фредеріком II, який подарував дожеві пару левів, від яких подальшому народилося 3 левенята — подія настільки незвичайна, що її зафіксували в найстарішій з Libri pactorum комуни.
1328 року придушив заколот родини Бароцці. Помер того ж року. Його поховали в базиліці Святого Марка в гробниці, яка збереглася донині. 
У нього було троє синів: Маріно, Нікколо, Антоніо і три доньки: Олена, бенедиктинка в Сан-Джованні-ді-Торчелло, та Фонтана, францисканка в Санта-Марія-Маджоре.